# Sadowo (Głuchów)
Sadowo – przysiółek w Polsce położony w województwie lubuskim, w powiecie zielonogórskim, w gminie Trzebiechów. Miejscowość wchodzi w skład sołectwa Głuchów.
W latach 1975–1998 miejscowość administracyjnie należała do województwa zielonogórskiego.